# Иоганн Эрнст IV Саксен-Веймарский
Иоганн Эрнст IV Саксен-Веймарский (нем. Johann Ernst IV. von Sachsen-Weimar; 25 декабря 1696, Веймар — 1 августа 1715, Франкфурт-на-Майне) — наследный герцог Саксен-Веймарский, композитор.
Иоганн Эрнст IV был сыном герцога Саксен-Веймарского Иоганна Эрнста III от второго брака (с Шарлоттой Доротеей Софией Гессен-Гомбургской). Ещё ребёнком он брал уроки игры на скрипке у придворного музыканта Г. К. Алленштайна. С февраля 1711 по июль 1713 Иоганн Эрнст учился в Утрехтском университете; из записей о расходах герцогства следует, что в это время он, в частности, закупал копии нот с итальянской музыкой. После возвращения на родину Иоганн Эрнст брал уроки композиции у органиста местной церкви Иоганна Готфрида Вальтера (Вальтер ещё раньше учил наследного герцога обращению с клавиатурой, а на 12-летие подарил «Praecepta der musikalischen Composition»).
Вальтер был дальним родственником Иоганна Себастьяна Баха, и знакомство с коллекцией итальянских нот Иоганна Эрнста оказало влияние на творчество великого композитора. Помимо этого, Иоганн Эрнст сам написал не менее 19 музыкальных произведений.
Иоганн Эрнст скончался в 18-летнем возрасте после продолжительной болезни, находясь во Франкфурте-на-Майне, и был похоронен не в Веймаре, а в Бад-Хомбурге, в склепе семьи его матери — ландграфов Гессен-Гомбургских. Из-за его смерти в Веймаре с 11 августа по 9 ноября 1715 года был объявлен траур. Впоследствии шесть из концертов, написанных Иоганном Эрнстом, были отправлены композитору Георгу Филиппу Телеману, который отредактировал их и опубликовал в 1718 году; а первая публикация самого Телемана (6 сонат для скрипки), сделанная в 1715 году, была посвящена Иоганну Эрнсту.